# Almanzor
Abdu 'Amir Muhammad ben Abi 'Amir al-Ma 'afiri (c. 939 – 9. avgust 1002) je bil pomemben arabski politik, vojak in konkvistador španskega ozemlja. Ravno zaradi izjemnega uspeha pri osvajanju Iberskega polotoka je dobil vzdevek Almanzor, kar v arabščini pomeni zmagovalec po Alahovi volji.

## Poreklo in mladost
Rodil se je v premožni arabski družini jemenskega porekla, očetu Abd Allahu in materi Burayhi. Ne ve se, kdaj točno se je rodil, vendar se predvideva, da okoli leta 939 v Torroxu. Že zelo mlad se je preselil na cordobski dvor, kjer je nadaljeval študij prava in literature. Želel je postati alfaquí (poznavalec islama).
Po očetovi smrti se je finančni položaj njegove družine poslabšal, zato je moral pustiti študij in se je zaposlil na cordobskem dvoru kot uradnik. Njegove ambicije pa so ga popeljale na višji položaj. Ko je leta 976 umrl kalif al-Hakam II., ga je nasledil njegov sin Hisham II., ki pa je bil mladoleten, zato je al-Hakamova žena Subh postavila Almanzorja za regenta. 
Čez dve leti je Almanzor postal hajib (podobno kot vezir v Osmanskem cesarstvu). Temu uspehu je sledila ekspanzija Medine Azahara, kjer je nasilno preselil mladega kalifa, da je lahko sam opravljal z vsemi vejami oblasti. 

## Širjenje ozemlja in oblasti
Leta 981 je Almanzor pri bitki pri Torrevicentu premagal še svojega zadnjega nasprotnika Ghalib al-Nasiri, svojega tasta, ter postal absolutni vladar v Cordobskem kalifatu. Ravno zaradi zmage pri tej bitki, je dobil vzdevek al-Mansur bi-llah oziroma po špansko Almanzor, kar v arabščini pomeni zmagovalec po Alahovi volji.
Almanzor se je sedaj, ko je imel absolutno oblast, angažiral v vojni proti kristjanom in organiziral 57 vojaških akcij. Pri tem so mu pomagali Berberi, ljudstvo iz Severne Afrike.
Veliko vojaških pohodov je organiziral tudi proti Kraljevini Navari in tako leta 982 pride do vojne med tremi narodi, kjer so se borili Arabci, Kastilijci in Franki. Almanzor je premagal navarskega kralja Sancha II. Navarskega in ga prisilil, da mu je dal hčerko Abdo za ženo. V tej zvezi se je rodil sin Abderraman Sanchuelo, zadnji pripadnik dinastije amiri.
Leta 985 je nasilno osvojil Barcelono, čez tri leta pa mu uspe osvojiti tudi Leon. Temu je sledila Kastilija. Prvi pohod proti Kastiliji je organiziral leta 990, drugi pohod pa je sledil čez tri leta. Šele leta 994 pa mu je dejansko uspelo osvojiti San Esteban de Gormaz in Clunio.
Leta 997 je vkorakal v Santiago de Compostela v Galiciji, vendar je treba omeniti, da je spoštoval grob apostola Jakoba in ga ni uničil. Je pa katedralo spremenil v Veliko mošejo v Cordobi.
Bolj ko je bil uspešen v vojni proti kristjanom, bolj se je povečala napetost med tema dvema religijama in se je stopnjevala rekonkvista.

## Smrt in nasledstvo
Almanzor je umrl 9. avgusta 1002 v Medinaceli zaradi bolezni. Že med boleznijo je prestol predal svojemu prvorojencu Abd al-Maliku al-Muzaffarju. Zelo hitro pa je oblast prevzel drugi sin, Abderraman Sanchuelo, ki je bil nesposoben voditi kalifat in se je zapletel v vojno, s katero je hotel pridobiti absolutno oblast in so ga leta 1009 ubili. On je bil tudi zadnji voditelj iz dinastije amiri ter po njegovi smrti je dinastija propadla na taife.
Po Almanzorju je v Španiji imenovana najvišja gora.